# Furutjärnen (Töllsjö socken, Västergötland)
Furutjärnen är en sjö i Bollebygds kommun i Västergötland och ingår i Rolfsåns huvudavrinningsområde.